# Browning M1919
La M1919 Browning è una mitragliatrice media americana calibro .30 (7,62 mm) ampiamente utilizzata nel XX secolo, in particolare durante la Seconda guerra mondiale, la Guerra di Corea e la Guerra del Vietnam. La M1919 ha prestato servizio come arma da fanteria, coassiale, da postazione, da aviazione e antiaerea nelle forze armate di svariate nazioni. Molte M1919 furono in seguito convertite nel nuovo munizionamento 7,62 × 51 mm NATO e sono ancora oggi visibili in servizio.
La M1919 fu l'adattamento per il raffreddamento ad aria dell'allora mitragliatrice standard (raffreddata ad acqua) delle forze americane, la M1917 progettata da John Browning. Lo sviluppo di mitragliatrici a uso generalizzato negli anni Cinquanta, in particolare della M60, relegò la M1919 in ruoli secondari. Gli Stati Uniti convertirono molte armi in 7,62 mm NATO con la designazione Mk 21 Mod 0 e questi esemplari furono usati in gran numero sulle navi di pattuglia in Vietnam, tra gli anni Sessanta e Settanta. Anche altre nazioni della NATO convertirono gli esemplari disponibili per la nuova munizione e in alcuni eserciti l'arma è rimasta in servizio fino alla fine degli anni Novanta.
Un analogo processo di conversione portò alla nascita della ben più massiccia e potente M2, un'arma che usava lo stesso principio di funzionamento ma scalata verso l'alto per utilizzare la nuova munizione .50 BMG (12,7 mm). La M1919 è riconoscibile per le sue dimensioni più contenute e la presenza di un manicotto traforato attorno alla canna.

## Funzionamento

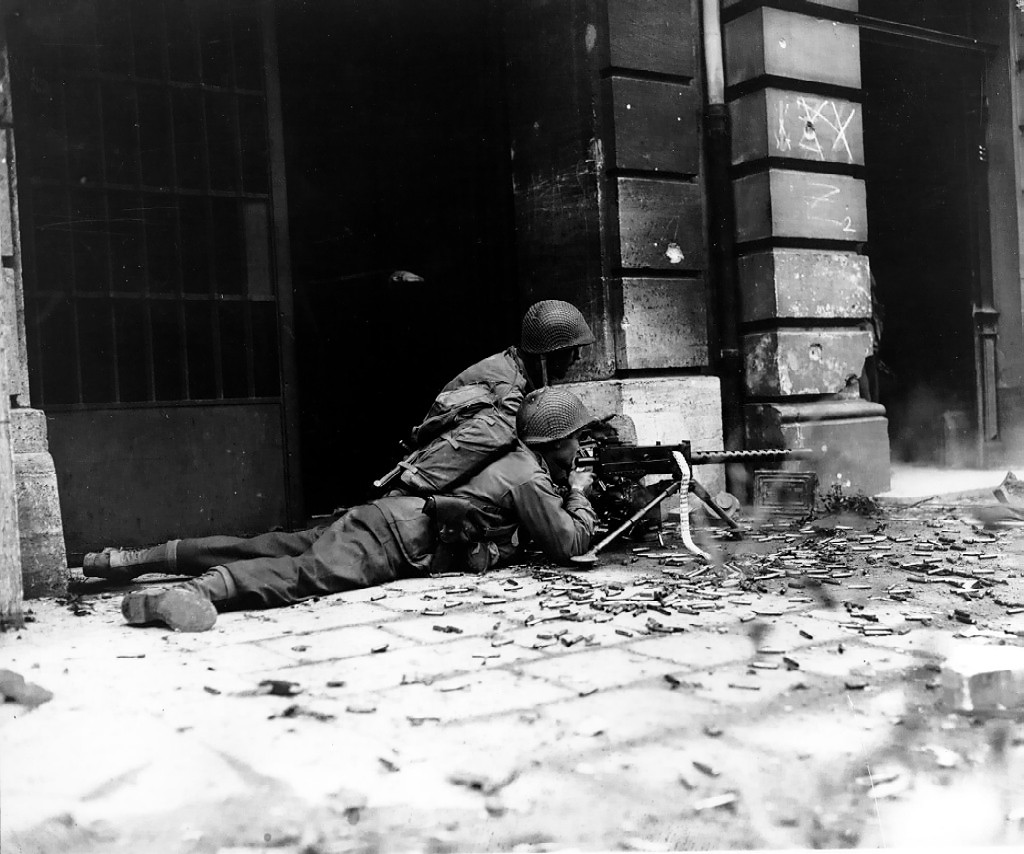
Soldato americano con una M1919A4 ad Aquisgrana

### Caricamento
La M1919 è progettata per sparare la munizione .30 M1906 (meglio nota come .30-06 Springfield) e la sua derivata .30 M2 tramite un nastro in tessuto che si inserisce nell'arma dal lato sinistro. Solo in un secondo tempo furono adottati il nastro metallico disintegrante M1 e la nuova munizione 7,62 mm NATO.
Il caricamento avviene inserendo il nastro nell'arma dal lato sinistro finché un dispositivo all'interno del castello non blocca il nastro in posizione. A questo punto, con il palmo della mano rivolto rigorosamente verso l'alto, si tira e rilascia la manetta di armamento. Questo fa avanzare il primo colpo nel nastro in posizione al centro del castello così che il braccio estrattore possa agganciare la munizione. Tirando nuovamente la manetta di armamento il primo colpo viene agganciato dal braccio estrattore e fatto scorrere verticalmente lungo delle guide (sagomate in modo da accogliere precisamente il collarino della munizione) prima di essere inserito nella camera di scoppio sottostante, mentre il secondo colpo ancora sul nastro scorre nella posizione del precedente pronto per essere estratto dal nastro dal braccio. Al rilascio della manetta, l'otturatore si muove in avanti sotto l'azione della molla di recupero: il colpo estratto in precedenza viene accompagnato nella camera di scoppio mentre il braccio estrattore, mosso da guide sagomate sulle facce laterali del castello, torna verso l'alto e aggancia il fondello della prossima munizione dal nastro, pronto a ripetere il ciclo a ogni sparo. Il ciclo prosegue finché il grilletto viene tenuto premuto.
A questo punto si deve considerare il progetto originale dell'arma (M1917), ovvero una mitragliatrice raffreddata ad acqua. Quando si decise di alleggerire l'arma rimuovendo il manicotto con il liquido, il funzionamento a otturatore chiuso comincià a causare l'insorgenza di situazioni potenzialmente pericolose. Nel caso l'arma sia infatti particolarmente calda a seguito di sessioni di fuoco prolungato, la munizione pronta al fuoco finisce per trovarsi in una camera di scoppio estremamente calda (anche al punto da emettere la caratteristica luce rossa del ferro incandescente) e questo calore può provocare l'ignizione della polvere con conseguente sparo accidentale dell'arma. A questo punto ogni colpo contribuirebbe ad aumentare sempre di più la temperatura della camera di scoppio e, data l'alimentazione automatica dell'arma, tutti i colpi presenti nel nastro verrebbero sparati in rapida sequenza senza che l'operatore possa in alcun modo interrompere tale ciclo fino all'esaurimento dello munizioni. Questo spiega perché i soldati sono addestrati ad azionare la manetta d'armamento con il palmo verso l'alto: in questo modo, in caso di sparo accidentale, il pollice andrebbe a trovarsi fuori dal percorso della manetta che al contrario potrebbe rompere il dito dell'operatore.
Per prevenire il surriscaldamento dell'arma i soldati erano addestrati a sparare in brevi raffiche, solitamente tra i tre i cinque colpi. La regola delle raffiche brevi era valida per qualunque mitragliatrice dell'epoca, ma era anche vero che molte di esse possedevano canne a cambio rapido (MG 42 in primis) e un azionamento a otturatore aperto, che preveniva il problema del cook-off non inserendo un colpo in una camera di scoppio potenzialmente rovente.

### Fuoco
Quando l'arma è pronta al fuoco, il colpo si trova nella camera di scoppio con otturatore e canna saldamente vincolati uno all'altro tramite il blocco di chiusura posto sul retro dell'estensione della canna. Quando il grilletto viene premuto verso l'alto dall'operatore, l'altra estremità spinge verso il basso il dente di aggancio del cane, permettendo al percussore (a molla) di muoversi in avanti colpendo l'innesco della munizione.
Mentre il sistema otturatore-canna-estensione canna si muove all'indietro sotto azione del rinculo, il blocco di chiusura viene forzato verso l'alto da una canna sagomata sulla parete del castello. L'estensione della canna in arretramento impatta sul blocco acceleratore, un pezzo metallico a forma di mezzaluna che ruota attorno a un perno appena al di sotto dell'otturatore. Le due punte dell'acceleratore si interfacciano con due recessi nella parte inferiore dell'otturatore, imprimendo al blocco un'ulteriore spinta (da qui il nome acceleratore).
L'estrattore-espulsore consiste di un braccio oscillante mosso da una camma sul lato sinistro del castello. All'arretramento dell'otturatore il braccio viene spinto verso il basso assieme al nuovo colpo da caricare, spingendo allo stesso tempo il bossolo vuoto fuori dall'arma verso il basso. Una molla sul coperchio superiore dell'arma spinge l'estrattore verso il basso (in modo che possa sempre agganciare il nuovo colpo dal nastro) permettendo però di rilasciare il nastro con la copertura sollevata (quindi senza tensione sull'estrattore).
La leva di alimentazione del nastro è collegata al nottolino di alimentazione all'estremità anteriore e ha un perno sul retro che scorre su un tracciato sagomato sulla faccia superiore dell'otturatore. Un perno sullo sportello superiore dell'arma funge da punto di rotazione per la leva di alimentazione: il movimento all'indietro dell'otturatore spinge il perno posteriore della leva verso destra, costringendo l'altra estremità a muoversi in direzione opposta agganciando il nastro in un punto più a sinistra del precedente. Il movimento in avanti dell'otturatore costringe invece la leva a compiere il movimento opposto, spostando la parte anteriore verso destra assieme al nastro (nel caso di un nastro frammentante M1, la maglia vuota viene espulsa dal lato destro dell'arma). Un "ammortizzatore" integrale al castello permette di assorbire parte dell'urto, rendendo l'operazione dell'arma più fluida e controllabile.
A eccezione della M1919A6, tutte le altre varianti dell'arma devono essere montate su treppiede (o al limite bipiede) per essere usate con effetti apprezzabili. Il movimento verticale dell'arma su affusto richiede la regolazione di una vite, mentre il movimento orizzontale è libero. L'arma dispone di mire metalliche: un palo anteriore e un'apertura posteriore che scorre su una guida graduata da 200 a 1.800 m in incrementi di 200 m. Quando riposta, l'apertura è sostituita da una tacca di mira da battaglia che permette di usare rapidamente l'arma in caso di emergenza.

## Impiego operativo

### Fanteria

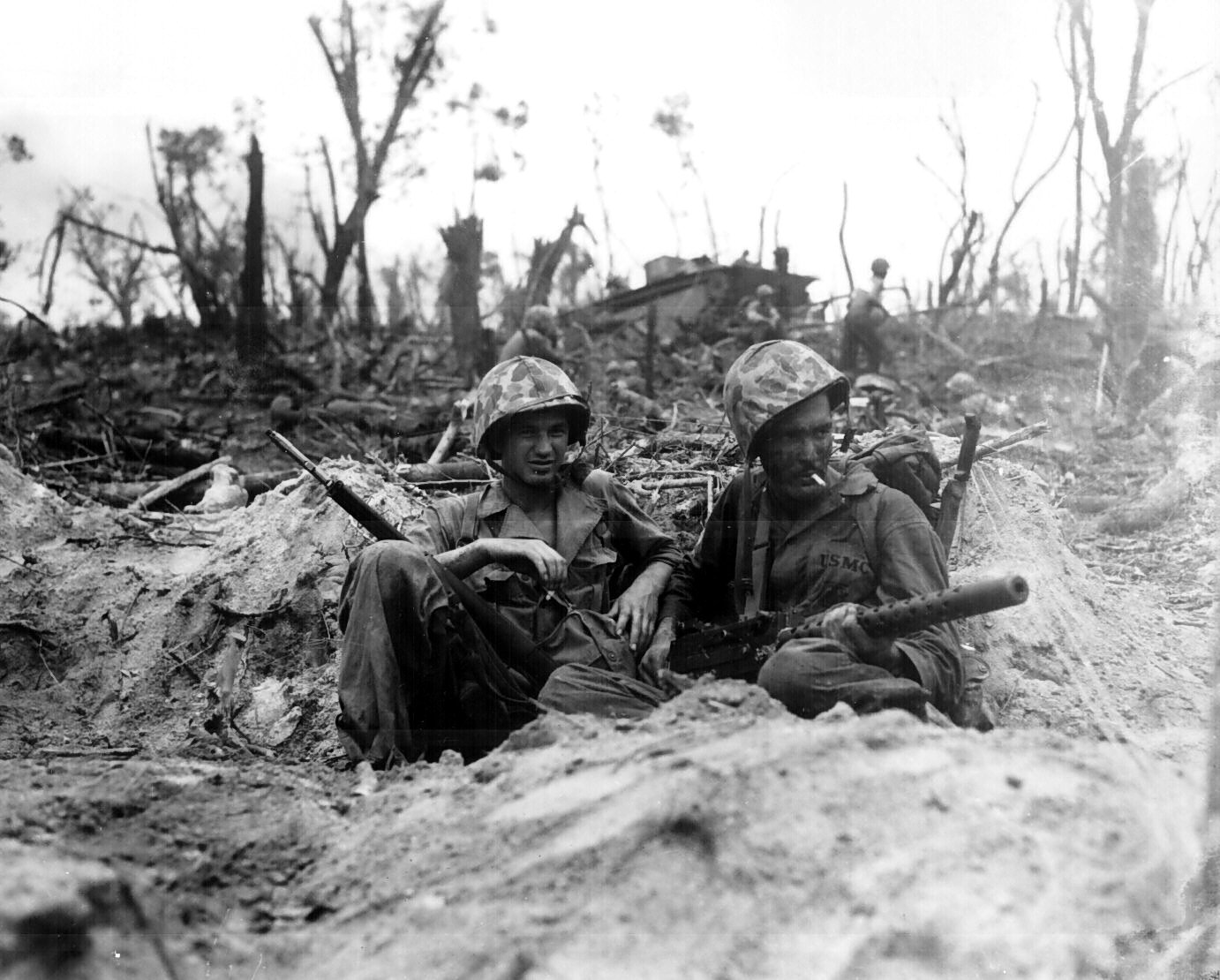
Un marine armato di M1919 nell'entroterra di Peleliu, nel Pacifico

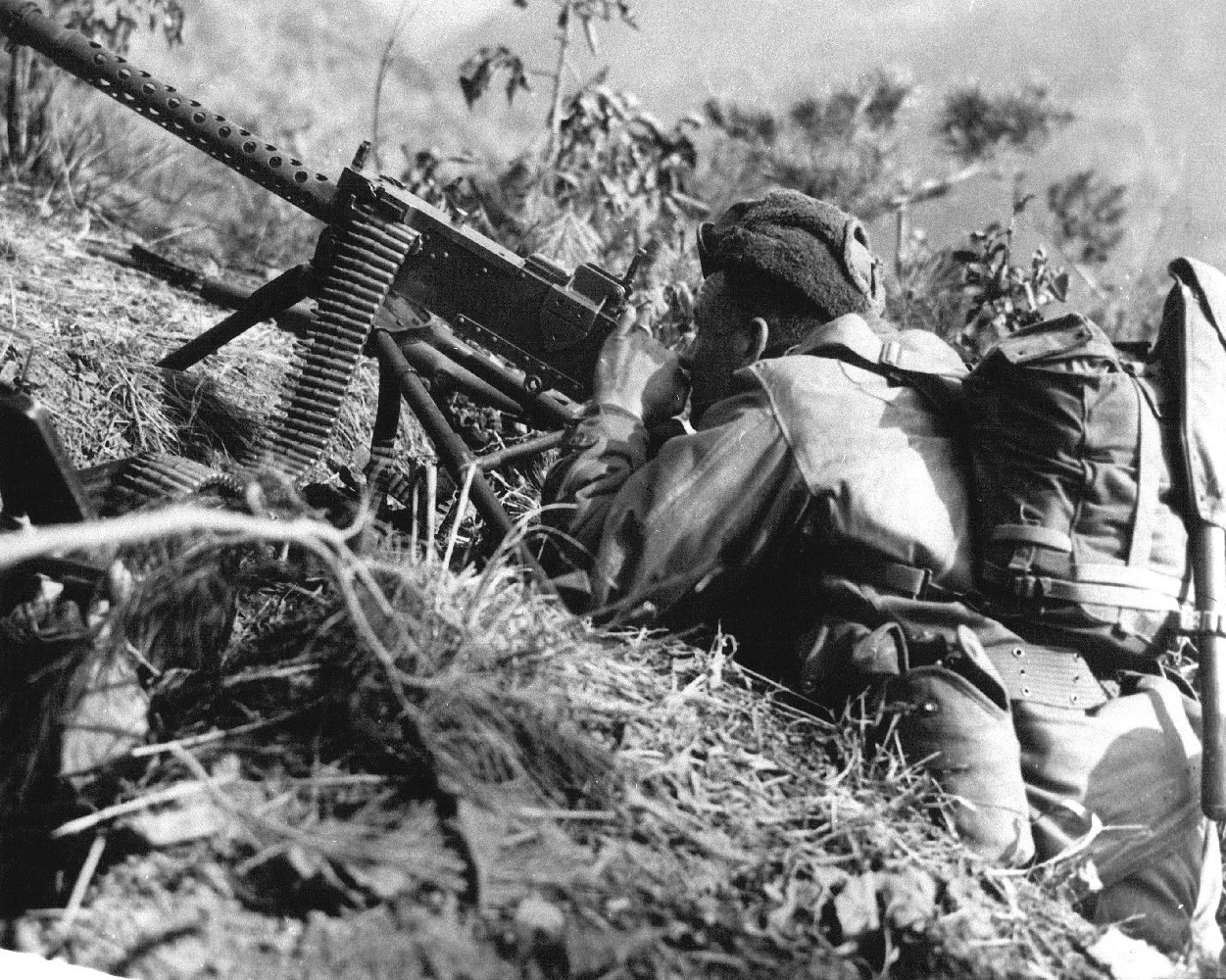
Soldato statunitense punta la sua M1919A4 montata sul treppiede - Corea, 1953

Come arma di supporto, la M1919 richiedeva una squadra di almeno due uomini per il suo funzionamento. Tuttavia, all'atto pratico, quattro uomini erano coinvolti nelle operazioni: il tiratore (che sparava con l'arma e, in movimento trasportava il treppiede e le munizioni), l'assistente al tiro (che si occupava dell'alimentazione e trasportava gli strumenti e i pezzi di ricambio necessari) e altri due uomini addetti al trasporto munizioni. L'idea originale era fare sì che l'arma fosse più facilmente trasportabile e questa presentava quindi una canna leggera e un bipiede quando introdotta nella variante M1919A1. Sfortunatamente, l'arma presentò problemi in entrambi i campi: il movimento era ostacolato dall'eccessivo peso, mentre la canna si riscaldava rapidamente in caso di fuoco prolungato. Questo portò allo sviluppo della M1919A2, che presentava una canna pesante e un treppiede, due caratteristiche che permettevano di usare l'arma anche in raffiche prolungate.
La M1919A4 pesava 14 kg e veniva generalmente montata su un treppiede da fanteria, ma non mancavano affusti da veicolo. L'arma vide un uso esteso durante la Seconda guerra mondiale montata su jeep, trasporti truppe, carri armati e veicoli anfibi. La M1919A4 fu essenziale nell'aumentare il potenziale di fuoco dei soldati americani durante il conflitto.
La M1919A5 fu un'ulteriore sviluppo della A4 e presentava un punto di montaggio spostato verso la volata per permettere il montaggio dell'arma su veicoli corazzati e questa rimase l'armamento secondario di base per tutta la Seconda guerra mondiale. La variante M37 coassiale poteva essere alimentata sia da destra che da sinistra e presentava una manetta di armamento modificata che permetteva all'operatore di caricare l'arma dall'interno del veicolo. Una variante sperimentale con organi di mira appositamente sviluppati fu designata M37F.
Un'altra versione, denominata M1919A6, nacque dal tentativo di trasformare l'arma in una vera mitragliatrice leggera dotandola di bipiede, calcio, maniglia di trasporto, canna leggera (1,8 kg contro 3,2 kg) e frangifiamma. La M1919A6 era di fatto più pesante della A4 (senza il treppiede) ma il bipiede permetteva un più rapido dispiegamento e eliminava di fatto il quarto membro della squadra. La variante A6 fu usata con sempre maggior frequenza nelle fasi terminali della Seconda guerra mondiale e soprattutto in Corea. Nonostante le modifiche fosse volte a rendere l'arma più adatta al ruolo di mitragliatrice leggera, si trattava comunque di un ripiego e nonostante l'affidabilità la M1919A6 rimaneva comunque poco pratica per il nuovo ruolo. Di fatti, se nel caso della A4 si avevano due uomini che si accollavano uno la mitragliatrice (14 kg) e l'altro il treppiede (6,4 kg), nel caso della A6 un solo uomo doveva sobbarcarsi la sola arma che era però più pesante (14,7 kg).
Alla fine degli anni Cinquanta, una M1919 azionata da remoto tramite solenoide fu sviluppata per l'uso nel sottosistema d'armi XM1/E1 e fu designata M37C. La conversione in 7,62 mm NATO operata dalla Marina porterà alla nascita della Mk 21 Mod 0 che fu usata anche in Vietnam.
Dagli anni Sessanta fino a tutti gli anni Novanta, lo IDF ha usato mitragliatrici M1919A4 convertite in 7,62 mm NATO sui veicoli corazzati. Fu anche sviluppato un nuovo nastro che riduceva gli inceppamenti causati dal nastro M1 standard e permetteva di usare tre munizioni: 7,62 mm NATO, .30-06 e 8 mm Mauser.

### Aviazione

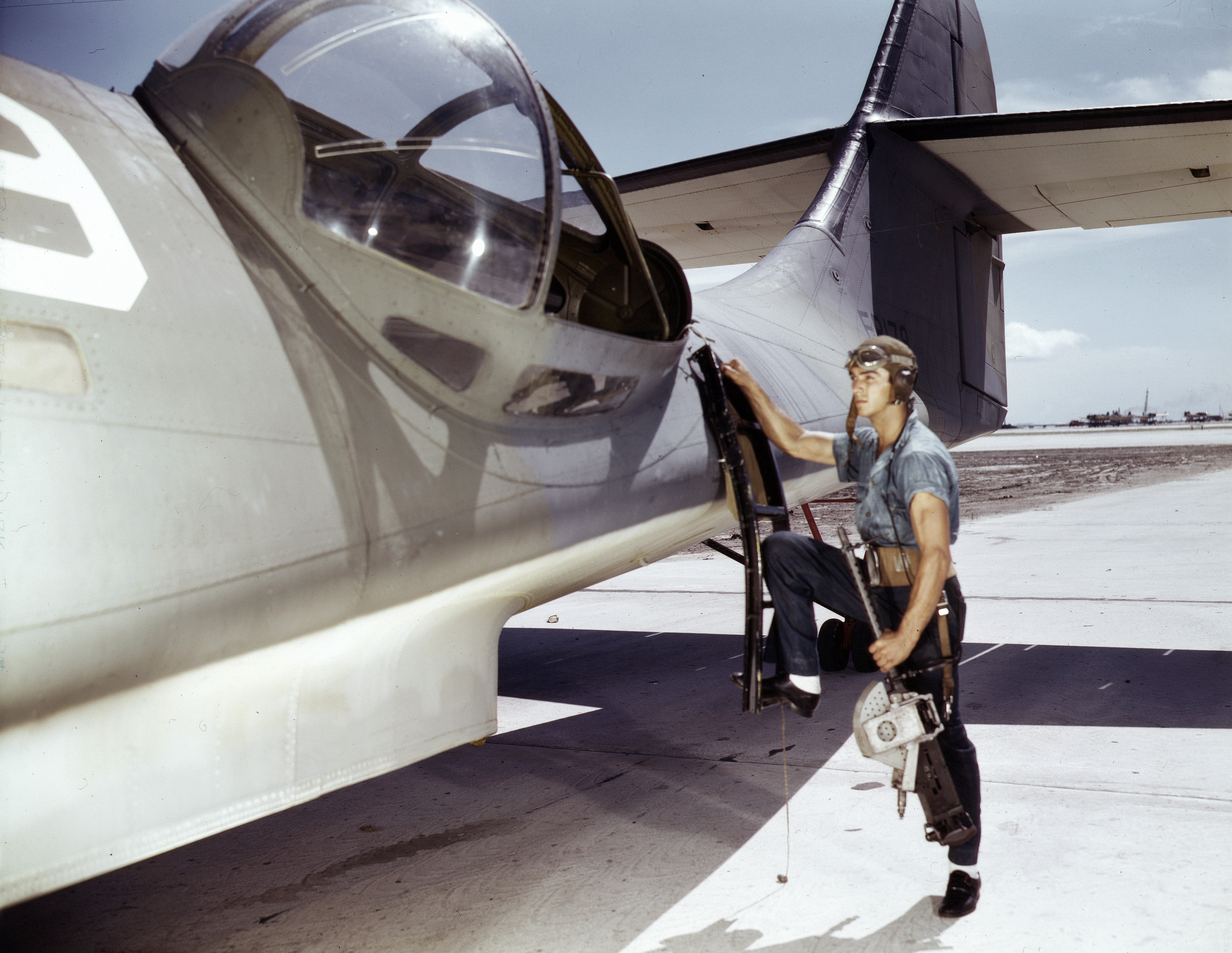
Un soldato dell'aviazione di stanza alla base navale COrpus Christi mentre installa una AN/M2 su un PBY, anno 1942

Con l'assistenza degli ingegneri della Fabrique Nationale de Herstal, la M1919 fu completamente rielaborata nella variante aeronautica AN/M2 (Army-Navy). L'arma fu adottata sia in ruolo offensivo che difensivo sugli aerei: tali armi richiedevano basso peso, potenza di fuoco e affidabilità e avere tutte e tre le caratteristiche contemporaneamente si era dimostrato difficile, considerando che l'azionamento a otturatore chiuso era necessario per la compatibilità con i dispositivi di sincronizzazione. Le pareti del castello e le parti mobili dell'arma furono assottigliate e alleggerite e grazie al raffreddamento garantito dall'alta velocità dell'aereo, la canna poté essere ulteriormente alleggerita. Il risultato fu una mitragliatrice più leggera di circa un terzo e con un rateo di fuoco che sfiorava i 1.500 colpi al minuto, necessario per aumentare le possibilità di colpire bersagli in movimento rapido. Il dispositivo di alimentazione della M2 doveva sollevare il nastro (5 kg in tutto) dal porta munizioni e inserirlo autonomamente nell'arma. Tra il personale militare l'arma si guadagnò la reputazione per essere in assoluto l'arma più difficile da riparare in caso di malfunzionamenti e/o danneggiamenti.
La M2 appariva anche in versione geminata, accoppiando due M2 con alimentazioni opposte (una da destra l'altra da sinistra) che potevano essere azionato da un solo operatore e raggiungevano un rateo di fuoco totale di oltre 2.400 colpi al minuto. Le M2 furono montate su numerosi aerei dall'inizio del secondo conflitto mondiale ma la loro eliminazione iniziò nel 1943 quando ormai la M2 (stavolta in calibro. 50 BMG) e il cannone automatico Hispano-Suiza HS.404 da 20 mm avevano preso piede. L'arma venne a questo punto relegata a ruoli di terra e spesso ceduta alle potenze alleate.

## Altri calibri
La stessa arma poteva essere camerata per il. 303 Bitish e fu ampiamente usata come arma per i caccia fino a che fu soppiantata dai più efficaci cannoni automatici Hispano-Suiza HS.404. I caccia Mosquitoes montavano quattro mitragliatrici .303 sul muso mentre i Beaufighters ne avevano sei sotto le ali, entrambi a fianco di quattro cannoni automatici da 20 mm montati sotto la fusoliera.
La variante in .303 era montata anche sugli Hawker Hurricanes consegnati alle forze aeree sovietiche durante la Seconda guerra mondiale. I piloti le paragonavano alle russe ShKAS in termini di affidabilità. "L'unico problema per le armi era la polvere" ricordava il pilota Nikolaj G. Golodnikov "risolvevamo il problema incollando percalle in tutti i fori dall'arma e quando aprivamo il fuoco i proiettili passavano attraverso senza problemi. A quel punto l'arma era veramente efficiente, tranne che su distanze quali 150 e 300".
Varianti simili furono prodotte dalla FN specialmente nel calibro 8 mm Mauser, ampiamente diffuso in Europa orientale, e dalla Carl Gustaf SGF nei calibri 6,5 × 55 mm e 8 × 63 mm.
L'argentina adottò una variante prodotta dalla Colt e camerata per la munizione proprietaria 7,65 × 53 mm.

## Produzione
La M1919 fu prodotta durante il secondo conflitto mondiale da tre diverse compagnie statunitensi: Buffalo Arms Corporation, Rock Island Arsenal e Saginaw Steering Gear (sussidiaria della General Motors). Nel Regno Unito, invece, la produzione fu affidata quasi esclusivamente alla BSA. Il prezzo iniziale era di circa $ 667,00 a pezzo ma l'avvio della produzione di massa portò a una graduale riduzione fino a un minimo di $ 141,44 a pezzo. Nel 1978, il prezzo per una M1919A4 si aggirava sui $ 579.00 a pezzo.

## Varianti e derivati

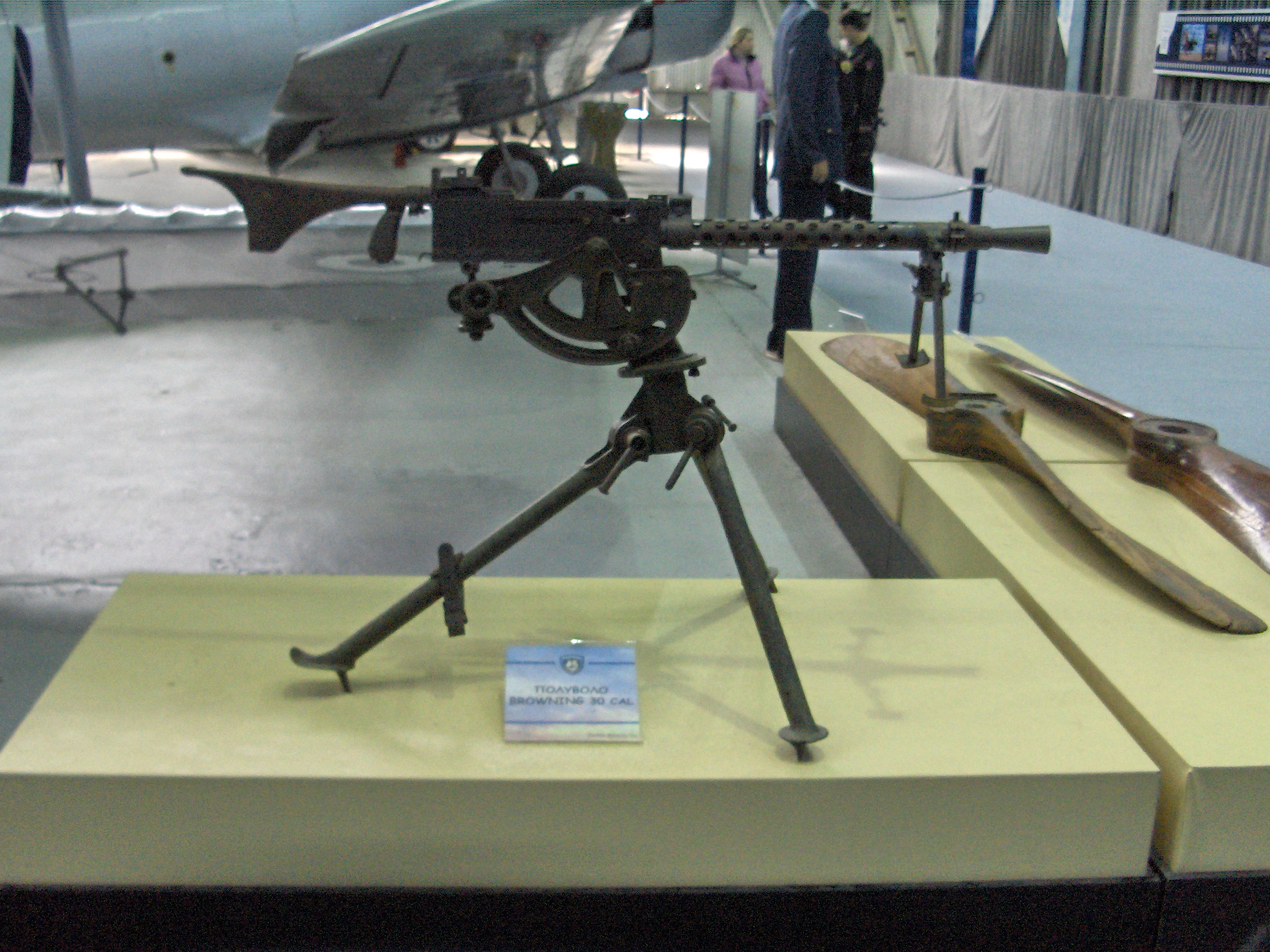
Una M1919A6 montata sul treppiede della M1917

In principio la M1919 fu pensata per l'uso sui carri armati. Il raffreddamento ad aria rendeva la M1917 inadatta all'uso sui carri armati a causa del troppo ingombro e della vulnerabilità del manicotto. Browning modificò la M1917 con raffreddamento ad aria eliminando il manicotto e sostituendolo con una canna dal profilo più pesante.
- M1919A1. Variante dotata di canna più leggera e bipiede, distinguibile anche per la presenza di sistemi di mira (non presenti invece nella versione base M1919).
- M1919A2. Variante più leggera sviluppata appositamente per le unità di cavalleria, con canna da 457 mm e un treppiede apposito. L'arma era pensata per garantire maggiore mobilità alle truppe montate rispetto all'ingombrante M1917. La variante A2 entrò in servizio nel 1922 e fu usata pre brevi periodi tra le due guerre mondiali, dopo la totale conversione della cavalleria a truppa motorizzata.Una M1919A6 montata sul relativo bipiede

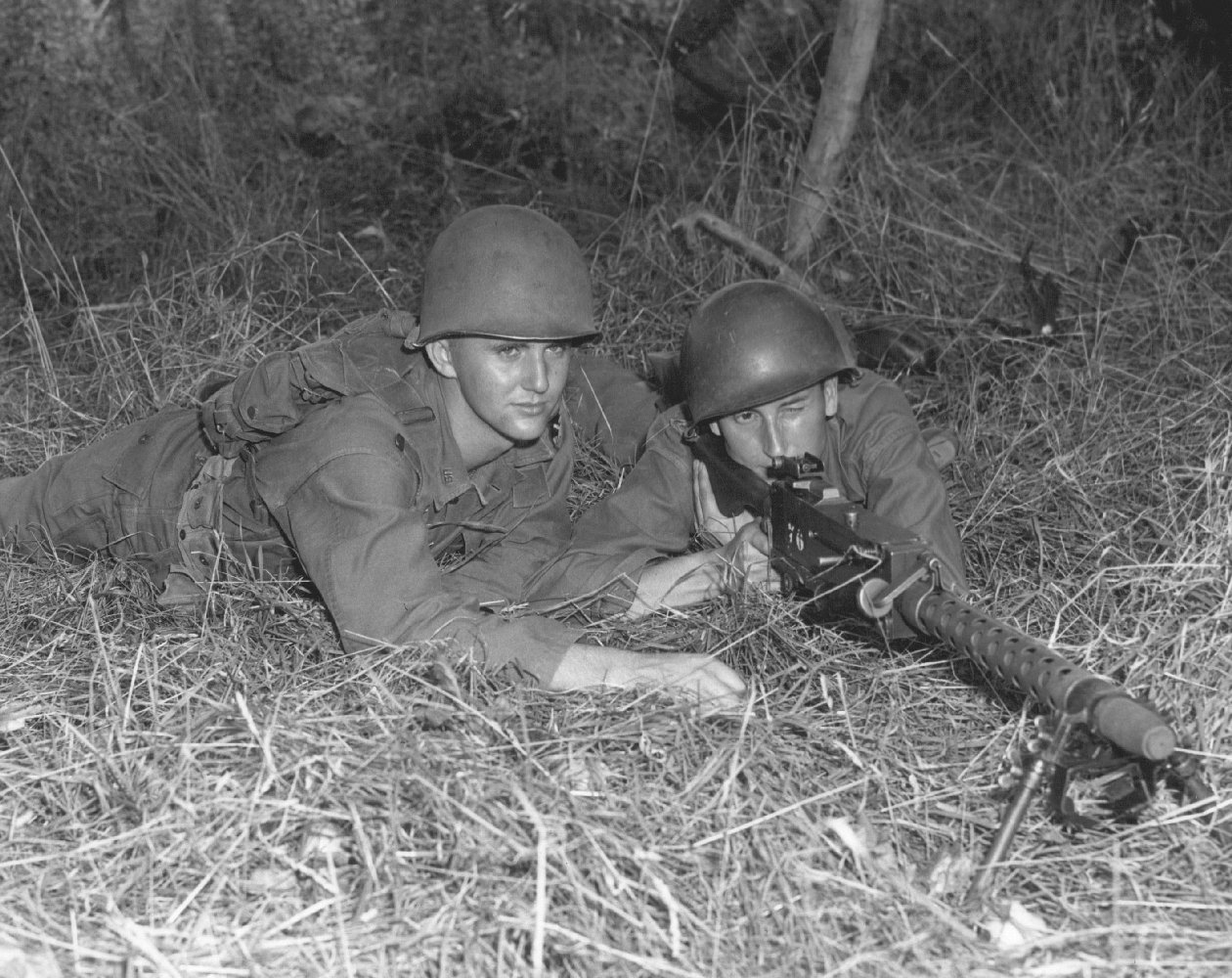
Una M1919A6 montata sul relativo bipiede

- M1919A3. Nota in fase di sviluppo come M1919E1, questa variante fu introdotta nel 1931 come miglioramento della A2 per il suo uso da parte delle unità di fanteria[17].
- M1919A4. Gli schemi per la produzione della nuova variante furono consegnati alla fine del 1936 e la produzione su piccola scala fu avviata subito dopo[17]. La motivazione che spinse allo sviluppo di questa variante fu la scarsa affidabilità della canna da 457 mm della precedente versione che non produceva abbastanza rinculo per il funzionamento corretto dell'arma. La canna fu inspessita e portata alla lunghezza di 610 mm come quella della M1917. Altri piccoli aggiustamenti furono apportati all'arma, come lo spostamento del mirino anteriore dal copricanna al castello, cosa che permetteva di montare con più facilità l'arma sui veicoli. Il design del copricanna fu modificato con fori circolari (invece delle feritoie dei modelli precedenti) e un rafforzatore di rinculo alla volata aumentava ulteriormente l'affidabilità. Un ricuperatore di rinculo fu aggiunto all'arma e riduceva la violenza dell'impatto dell'otturatore contro il fondo del castello. La M1919A4 era usata sia come arma mobile per la fanteria che come arma montata per i veicoli. Due varianti specifiche furono realizzate esclusivamente per l'uso sui veicoli: la M1919A5 (con manetta d'armamento estesa) e la M1919A4E1, una semplice variazione della M1919A4 a cui venne aggiunta a nuova manetta di armamento sviluppata negli anni Cinquanta[18].
- M1919A6. Con il proseguire della Seconda guerra mondiale divenne evidente che il B.A.R. M1918A2, nonostante la sua portatilità, era di gran lunga inadatto come arma di supporto a causa del caricatore da 20 colpi e dell'impossibilità di sostituire la canna sul campo. La M1919A4 era più rapida e meno costosa da produrre ma mancava della portatilità necessaria per poter essere usata come arma da fanteria. Realizzando che progettare una nuova arma da zero avrebbe richiesto anni, l'esercito decise di optare per una soluzione temporanea adattando armi già esistenti. La M1919A6 (dispiegata per la prima volta nell'autunno del 1943) fu un basilare quanto mal riuscito tentativo di emulare le ben più performanti MG 34 e MG 42 tedesche, estremamente portatili e affidabili nel loro ruolo. L'arma presentava una calciatura in legno e metallo che si agganciava direttamente al castello dell'arma, e un blocco anteriore che incorporava sia il ricuperatore di rinculo che un bipiede simile a quello usato nel B.A.R. M1918. Fu montata anche una canna più leggera e un maniglione di trasporto fu incorporato nel copricanna per facilitare lo spostamento. Altro dettaglio fondamentale della M1919A6 è la possibilità di sostituire la canna dell'arma senza dover smontare l'arma quasi per intero (rimuovendo otturatore, porta otturatore e gruppo di scatto). Come già detto, l'arma rimaneva poco ergonomica e pesante (15 kg) rispetto alle tedesche MG 34 (12 kg) e MG 42 (11 kg) e fu sostituita appena possibile con il nuovo M60 negli anni Sessanta.
- T66. La M1919A6 fu usata dalla Springfield Armory tra gli anni Quaranta e Cinquanta come base per lo sviluppo di una mitragliatrice a uso generalizzato provvisoria. L'arma venne ricamerata per la nuova munizione sperimentale T65, arrivando alla denominazione T66 nel 1951 (camerata per la munizione T65E3, uno degli sviluppi che precedettero la 7,62 mm NATO). L'arma aveva una nuova canna con un frangifiamma, una corsa dell'otturatore più corta e usava nastri M1 modificati per l'alimentazione, Fu considerata però ancora troppo pesante e rigettata per l'adozione.
- .30 AN/M2. Una variante della M1919A4 realizzata specificamente per gli aerei venne approntata dalla Browning, montando una canna più leggera e assottigliando le pareti del castello per ridurre il peso. Confrontata con la variante A4, la AN/M2 presentava un rateo di fuoco più elevato (tra i 1.200 e i 1.500 colpi al minuto). Venne usata su svariati aerei americani per tutta la guerra, ma il suo uso declinò progressivamente con il procedere della guerra e l'arma finì per diventare più che altro uno strumento di addestramento.  La variante della AN/M2 fu prodotta dalla Colt con il nome MG40. Fu gradualmente rimpiazzata dalla M2 calibro. 50 BMG (le due designazioni sono identiche, cambia solo il calibro, per cui la più grande delle due fu adottata come .50, AN/M2). La AN/M2 fu l'arma che ferì gravemente l'asso dell'aviazione giapponese Saburō Sakai quando attaccò alle spalle otto SBD Dauntlesses scambiandoli per F4F Wildcat[19].
- .30 AN/M2 Stinger. La variante AN/M2 fu soggetta a modifiche sul campo operate dai Marines dispiegati nel Pacifico durante la Seconda guerra mondiale. Le armi recuperate da veicoli abbattuti o troppo danneggiati venivano modificate con l'aggiunta di una calciatura ricavata tagliando la cassa di un M1 Garand, bipiede e mirino posteriore presi dal B.A.R. e un grilletto che permettesse di operare l'arma con la nuova calciatura[20]. L'arma che ne risultò era una mitragliatrice alimentata a nastro, lunga circa 1.016 mm, pesante 11 kg e con un rateo di fuoco di tre volte superiore alla classica M1919A6. Lo Stinger, come fu soprannominata l'arma a causa del suo impressionante rateo di fuoco (superiore ai 1.200 colpi al minuto)[21], fu suggerita come rimpiazzo per il BAR, ma la fine della guerra solo sei mesi dopo impedì qualunque progresso[22]. Un famoso episodio che vide l'uso di una Stinger fu l'eroica azione del caporale Tony Stein nel corso della battaglia di Iwo Jima, che valse al soldato l'assegnazione della Medal of Honor[23].
- Flygplankulspruta (ksp) m/22. La variante svedesa della AN/M2[24]. Il nome significa letteralmente 'mitragliatrice da aereo m/22'. Usata inizialmente dai reparti aerei dell'esercito, l'arma venne formalmente adottata nel 1926 quando fu ufficialmente istituita l'aviazione svedese. Le prime armi venivano prodotte dalla Colt ma la Svezia ottenne in seguito la licenza per produrre l'arma in proprio. La ksp m/22 rimase in servizio fino al 1957 anche se il suo uso era drasticamente ridotto a quel punto[25]. I primi esemplari erano camerati per la munizione 6,5 × 55 mm ma nel 1932 tutte le armi furono ricamerate per il nuovo 8 × 63 mm[26].
- Kulspruta (ksp) m/39. Designazione svedese per una copia su licenza della M1919A4 prodotta dalla Carl Gustafs Stads Gevärsfaktori camerata in 6,5 × 55 mm o 8 × 63 mm patron m/32 (dal 1975 in 7,62 mm NATO). L'uso previsto era su veicoli e corazzati e l'arma disponeva di alimentazione sia da destra sia da sinistra (a seconda del veicolo in cui sarebbe stata montata).
- Kulspruta (ksp) m/42. Designazione svedese per una copia su licenza della M1919A6 usata dalla fanteria di supporto, camerata inizialmente per le munizioni 6,5 × 55 mm o 8 × 63 mm patron m/32. Dal 1975 la gran parte degli esemplari è camerata per il più comune 7,62 × 51 mm NATO. La Ksp m/42B era una versione più leggera con bipiede e calcio (sempre nei calibri tipici della Svezia e poi in 7,62 mm NATO). Anche questa versione alleggerita si dimostrò comunque troppo pesante e fu sostituita in servizio alla ksp m/58 (copia della FN MAG). Negli anni Ottanta, la maggior parte delle Ksp m/42 furono riconvertite nello standard m/39 e installate sui CV 90.La torretta di un Avro Lancaster con quattro mitragliatrici Browning .303

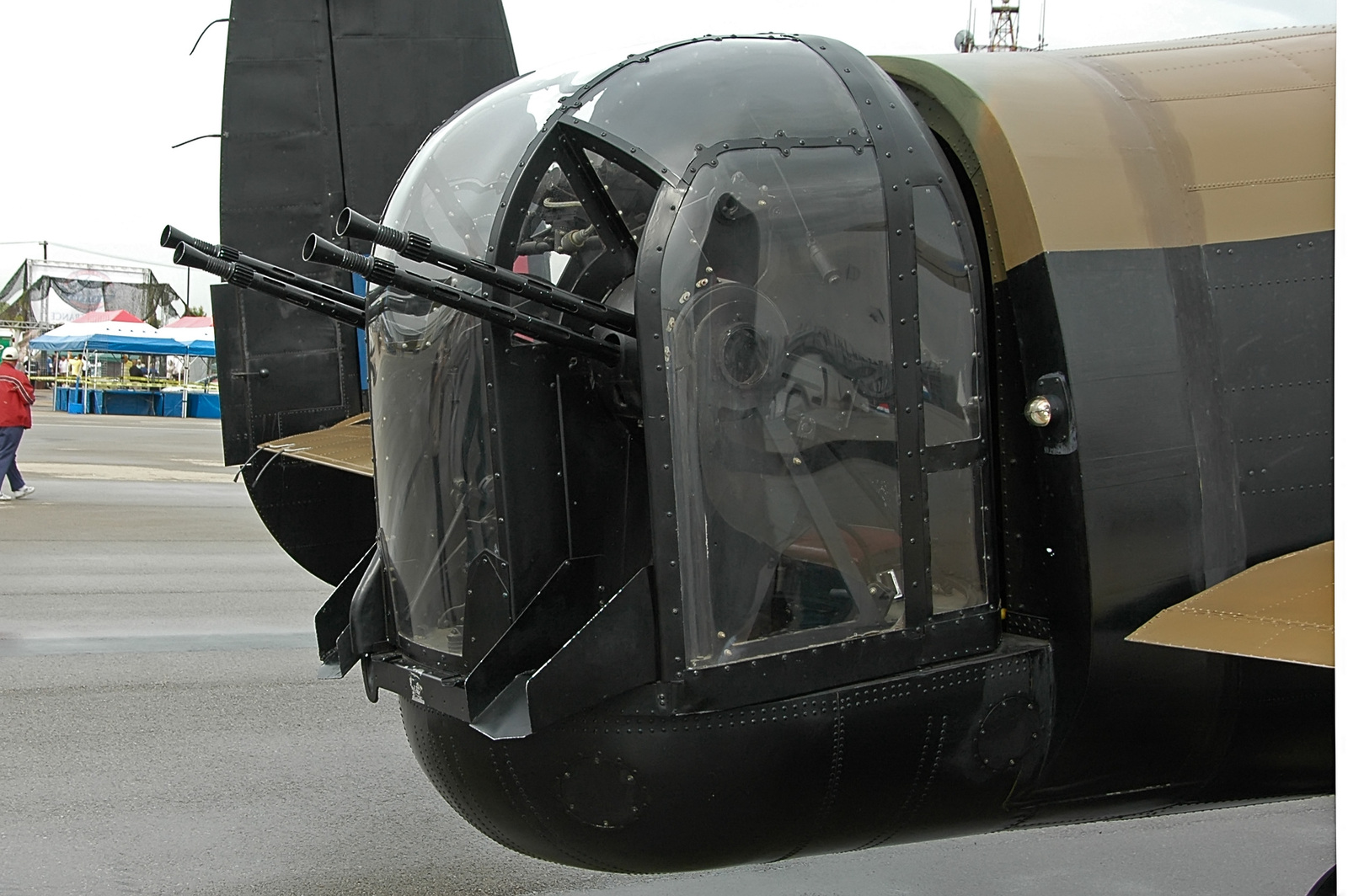
La torretta di un Avro Lancaster con quattro mitragliatrici Browning .303

- Browning .303 Mark II. La M1919 fu adottata dalla Royal Air Force per rimpiazzare la vecchia Vickers .303 e fu prodotta dalla Vickers Armstrong e dalla BSA in una versione camerata per il .303 British (7,7 mm) che prese il nome di Browning .303 Mk II in servizio. Si trattava essenzialmente di una mitragliatrice Colt-Browning Modello 1930 con alcune piccole modifiche per l'uso da parte delle forze inglesi, tra cui il cambio di operazione da otturatore chiuso a otturatore aperto, cosa che impediva l'uso dell'arma con i sincronizzatore per sparare attraverso le pale degli aerei. L'idea era di usare l'arma con azionamento idraulico montata sulle ali dell'aereo ma fu adattata anche per essere operata su bombardieri e aerei da ricognizione. Il rateo di fuoco si attestava sui 1.150 colpi al minuto[27][28]. La licenza fu concessa alla BSA nel luglio 1935[29]. La Browning .303 fu montata sugli Hawker Hurricane e i Supermarine Spitfire, come arma da torretta sui Boulton Paul P.82 Defiant, sui bombardieri Handley Page Halifax, Short Stirling, Avro Manchester e Avro Lancaster. Anche dopo l'introduzione dei cannoni automatici come armamento principale dei caccia, le mitragliatrici in .303 furono mantenute con armi supplementari sia sugli stessi caccia che sui bombardieri. Come arma da terra si continuò a preferire la Vickers K, anche se esistono foto in cui le Browning sono visibili su bipiedi improvvisati agli inizi delle campagne militari in Birmania e Malesia. Browning Mk I e Mk II erano le due designazioni del Commonwealth per le Browning camerate in .303 British usate sulla gran parte degli aerei della Seconda guerra mondiale. La differenza tra Mk I e Mk II non è ben chiara, ma l'arma era molto simile alla variante AN/M2. La designazione postbellica per le armi passò a L3 e fu usata da Regno Unito, Canada e Australia per identificare le varianti fissa (A1) e mobile (A2) della M1919A4 in calibro. 30-06. L3A3 e L3A4 indicavano le conversioni con hold open rispettivamente di L3A1 e L3A2. I canadesi adottarono poi una diversa nomenclatura per la M1919A4 ricamerate in 7,62 mm NATO per la variante fissa (C1) e flessibile (C1A1). Le varianti C5 e C5A1 erano i rispettivi miglioramenti.Una Mk 21 in Vietnam alimentata da un nastro M-13 invertito (le maglie non sono infatti visibili nell'immagine)

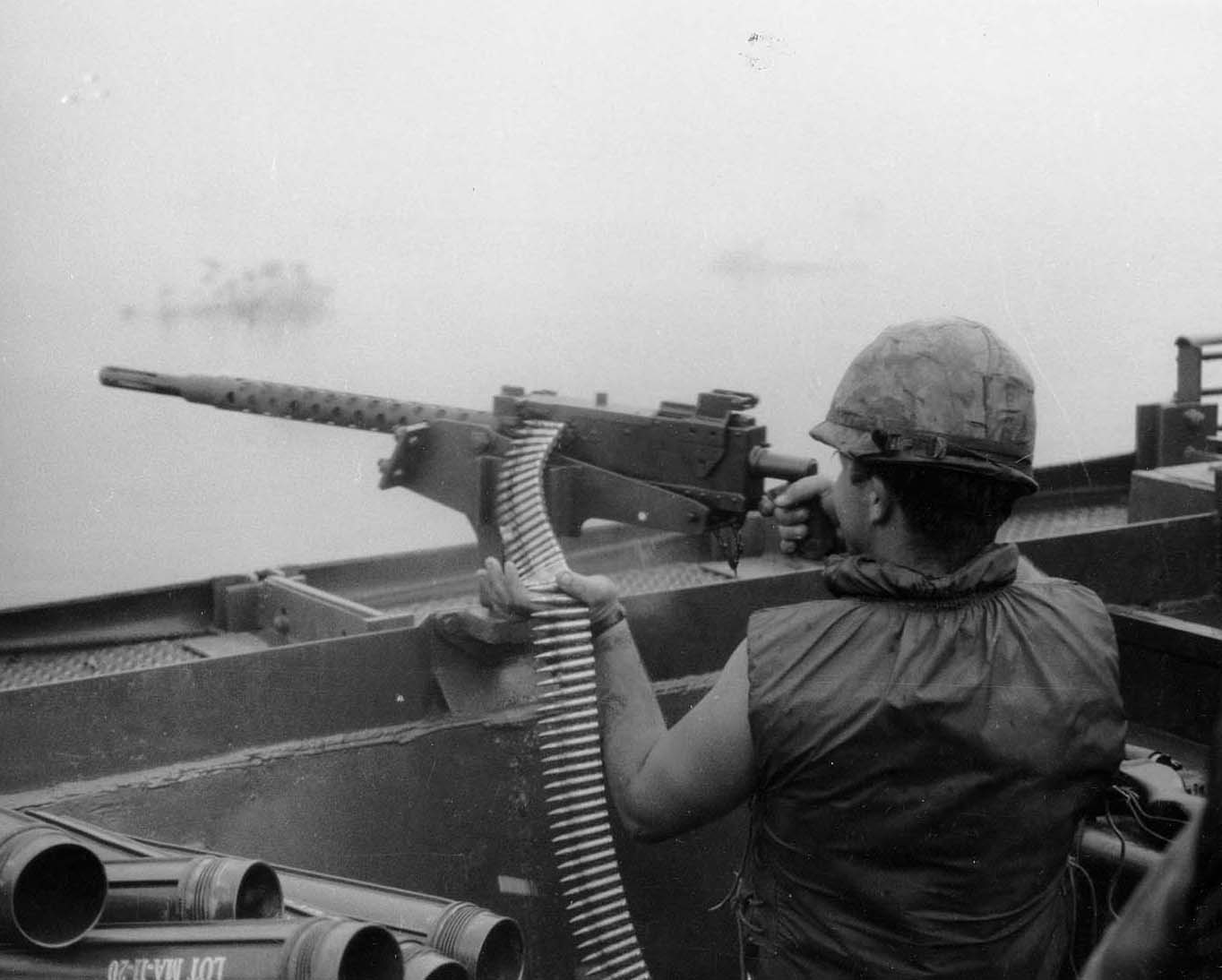
Una Mk 21 in Vietnam alimentata da un nastro M-13 invertito (le maglie non sono infatti visibili nell'immagine)

- M37. Tra la fine degli anni Quaranta e l'inizio degli anni Cinquanta l'esercito statunitense cercava un miglioramento per la M1919 che potesse essere alimentata da entrambi i lati così da essere usata come arma coassiale. La SACO-Lowell sviluppò un prototipo con la molla di recupero fissata alla parete posteriore del castello (eliminando la necessità del pezzo sporgente sul retro dell'arma), un grilletto azionato da remoto tramite solenoide, una copertura ambidestra, otturatore con guide per l'alimentazione su entrambi i lati e altri pezzi completamente reversibili. Tre versioni sperimentali furono approntate: T151, T152 (con grilletto a farfalla tipo M2HB) e T153 con grilletto di riserva e manetta di armamento estesa sul modello della M1919A5. La T153 fu infine adottata come M37 e prodotta da SACO-Lowell e Rock Island Arsenal tra il 1955 e il 1957. L'arma rimase in servizio dal 1955 fin a quando fu sostituita dalla M37E1 alla fine degli anni Sessanta e dalla M73A1 agli inizi degli anni Settanta. La M37 fu usata prevalentemente sui carri medi M48 e M60. La variante sperimentale M37F prevedeva l'installazione di particolari sistemi di mira, mentre la M37C non aveva organi di mira per il montaggio su velivoli. La M37E1 era una M37 convertita per l'uso della munizione 7,62 mm NATO su nastri disintegranti M13: l'arma avrebbe dovuto fungere da soluzione temporanea fino all'adozione della M73[30]. La M37E1 sarebbe stata standardizzata come M37A1 ma l'introduzione della M73A1 bloccò ulteriori sviluppi[31].
- Mk 21 Mod 0. Il crescente coinvolgimento degli americani in Vietnam portò alla crescente domanda di armi, in particolare di nuove mitragliatrici M60. La Marina possedeva in arsenale varie mitragliatrici residuate dalla Seconda guerra mondiale, ma si trattava di armi camerate per la vecchia. 30-06 non più in uso. Si procedette quindi a ricamerare tutte queste M1919A4 per la nuova munizione 7,62 mm NATO e queste armi furono designate Mk 21 Mod 0. Il processo prevedeva la sostituzione di canna, otturatore e sportello superiore con l'aggiunta di un dispositivo che permetteva di usare nuovi nastri[32][33]. Due blocchi vennero aggiunti sul percorso di alimentazione per guidare la nuova munizione e impedire il caricamento della più lunga. 30-06 Springfield[32][33]. Uno spegnifiamma fu aggiunto alla volata per ridurre la fiammata al momento dello sparo[32]. Tutte le conversioni furono eseguite tra il 1966 e il 1967 dalla Naval Ordnance Station di Louisville[32]. Queste armi modificate avevano a designazione ufficiale di Machine Gun, 7.622 mm / Mk 21 Mod 0 incisa sul castello, mentre tutte le canne ricamerate riportavano la dicitura 7.62 mm NATO-G in modo che fossero immediatamente riconoscibili da quelle in .30-06 e dalle nuove canne per le M60[33]; la lettera G indica che la canna presentava una boccola scanalata[33]. L'arma usava a questo punto il nastro disintegrante standardizzato M13[32][33]. Il vecchio nastro M1 non funzionava nel nuovo sistema di alimentazione[32], senza contare che le maglie di questo nastro erano troppo piccole per accomodare la nuova munizione, leggermente più grande in diametro della. 30-06. La Marina, disponendo di meno munizioni 7,62 mm, usava nastri collegati di munizioni 7,62 mm M80 o un misto (con rapporto 4:1) di munizioni M80 e M62 (traccianti). A differenza di quanto avveniva negli M60, il nastro doveva essere caricato nell'arma con l'estremità aperta delle maglie orientata verso l'alto[32][33]. Per preparare l'arma l'operatore doveva estrarre i due nastri dalla cassa M19A1, unirli insieme e inserirli nuovamente nella cassa sottosopra in modo che alimentassero l'arma correttamente[32].Un Fokker D.XXI delle forze aeree finlandesi

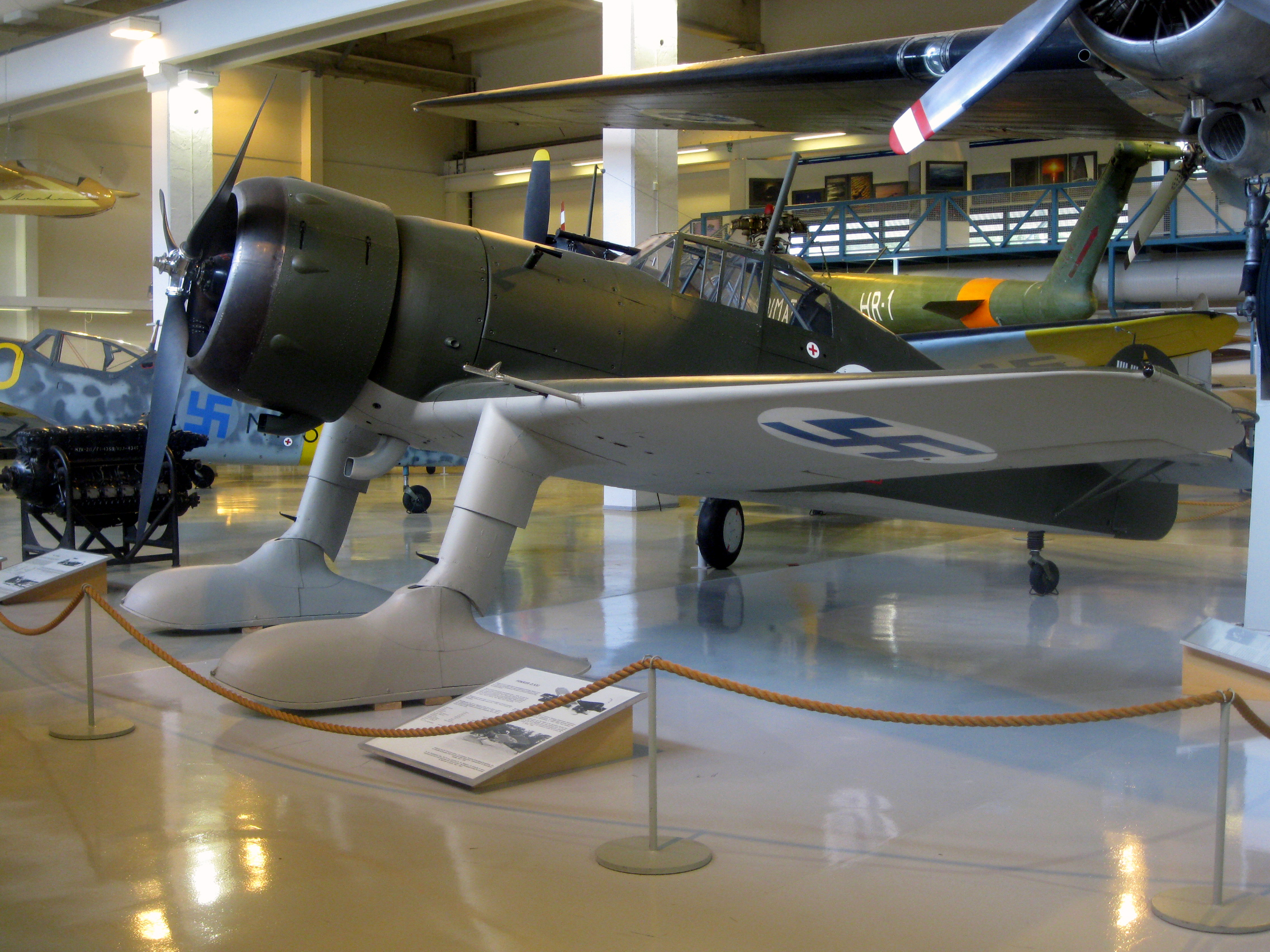
Un Fokker D.XXI delle forze aeree finlandesi

- Colt MG40. La Colt produsse un derivato della M2 da aereo denominata MG40. L'arma era disponibile in diversi calibri, tra cui il classico. 30-06 Springfield e il popolare 7 mm Mauser spagnolo, e con alimentazione da entrambi i lati. La MG40-2 poteva essere usata sia in posizione fissa (sotto l'ala), flessibile (coda) o sincronizzata con le pale del motore[34]. La variante flessibile era equipaggiata di impugnatura a pistola e grilletto a farfalla come il modello da terra. La variante da ala aveva invece u meccanismo di sparo a cavo[34]. Infine, la variante sincronizzata disponeva invece del meccanismo per il controllo del fuoco[34].
- MG 4. Variante sudafricana della M1919, attualmente in uso presso la South African National Defence Force. I miglioramenti sono stati suggeriti e applicati all'arma dalla Lyttleton Engineering Works di Pretoria[35].
- Ckm wz. 32. I polacchi svilupparono una loro copia della M1919 camerata per il 7,92 × 57 mm Mauser, come avevano già fatto in precedenza con la Ckm wz. 30, copia in questo caso della M1917 raffreddata ad acqua.Un veicolo dei paracadutisti del Belgio, armato di M1919

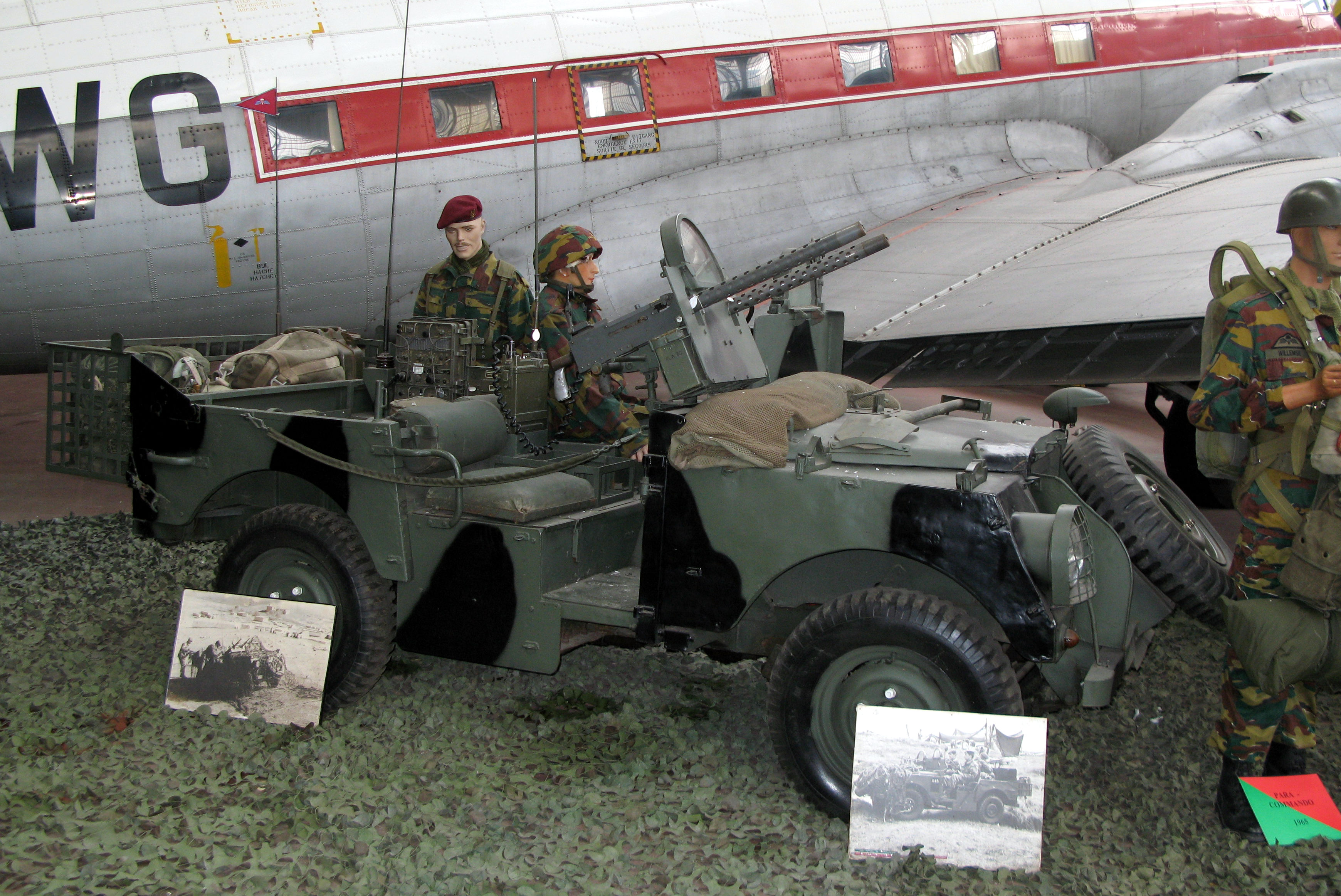
Un veicolo dei paracadutisti del Belgio, armato di M1919

Altre nazioni hanno usato varianti della M1919 in diversi ruoli. Le Forze Aeree della Rhodesia adottarono le Browning Mk II inglesi (.303 British) accoppiandole per l'uso aereo sui loro elicotteri Alouette III G-Car, più altri esemplari dotati di bipiedi presi dalla FN MAG, impugnatura a pistola e calciature per l'uso a terra. Anche la FN Herstal ha prodotto su licenza esemplari di M1919 e queste sono state usate, tra gli altri, sui caccia Fokker D.XXI e IAR-80/81. Gli austriaci adottarono la M1919A4 con la designazione MG A4, mentre i danesi adottarono le due varianti A4 e A5 con le denominazioni rispettivamente MG m52-1 e MG m52-11. Anche gli israeliani hanno usato fino a tempi relativamente recenti la variante A4 convertita in 7,62 mm NATO sui loro veicoli corazzati.

## Utilizzatori
- Algeria
- Angola
- Argentina[39]
- Australia[35]
- Austria[40]
- Bangladesh[3]
- Bolivia
- Botswana
- Brasile
- Burundi[41]
- Canada[41]
- Cile[42]
- Colombia[41][43]
- Corea del Sud[41]
- Costa Rica[41]
- Cuba[44]
- Danimarca[41][45]
- Egitto
- El Salvador[41]
- Estonia
- Filippine[46]
- Finlandia
- Forze Democratiche per la liberazione del Ruanda[5]
- Francia[47]
- Gabon[41]
- Giappone[48]
- Grecia[41]
- Guatemala[41]
- Haiti[41]
- Hong Kong
- Impero d’Etiopia[49]
- India
- Indonesia
- Iran[41]
- Irlanda[50]
- Israele[41][51]
- Italia[41]
- Katanga[52]
- Liberia[41]
- Libia
- Lussemburgo
- Madagascar
- Malta
- Marocco
- Mauritania[41]
- Messico[41]
- Mongolia
- Myanmar
- Nepal
- Nigeria[53]
- Nuova Zelanda[54]
- Panama[41]
- Portogallo[55]
- Regno del Laos[56]
- Regno Unito[57]
- Repubblica Centrafricana[58]
- Repubblica di Cina[59][60]
- Repubblica Dominicana[41][61]
- Rhodesia[37][62]
- Romania
- Sierra Leone[63]
- Somalia[64]
- Spagna[41]
- Stati Uniti[65]
- Sudafrica[41][66]
- Svezia[67]
- Coalizione Nazionale Siriana
- Taiwan[41]
- Thailandia[41]
- Tunisia[41]
- Turchia[68]
- Uruguay[41]
- Vietnam del Sud[69]
- Vietnam[70]
- Zaire[5]